# Ү̀
Cette page contient des caractères spéciaux ou non latins. S’ils s’affichent mal (▯, ?, etc.), consultez la page d’aide Unicode.
Ne doit pas être confondu avec la lettre latine Y grave ‹ Ỳ ỳ ›.
Ү̀ (minuscule : ү̀), appelé ou accent grave, est une lettre additionnelle de l’alphabet cyrillique utilisée en doungane par certains auteurs. Elle est composée du ou droit ‹ Ү › diacrité d’un accent grave.

## Utilisations
En doungane, certains auteurs utilisent les accents sur les voyelles pour indiquer les tons, dont l’ou droit accent grave cyrillique ‹ ә̌ ›.

## Représentation informatique
L’ou droit accent grave peut être représenté avec les caractères Unicode suivants (cyrillique, diacritiques) :
| formes    | représentations | chaînes de caractères | points de code | descriptions                                                  |
| --------- | --------------- | --------------------- | -------------- | ------------------------------------------------------------- |
| capitale  | Ү̀               | Ү◌̀                    | U+04AE U+0300  | lettre majuscule cyrillique ou droit diacritique accent grave |
| minuscule | ү̀               | ү◌̀                    | U+04AF U+0300  | lettre minuscule cyrillique ou droit diacritique accent grave |